# Прапор Пухової
Прапор Пухової — офіційний символ села Пухова, Рівненського району Рівненської області, затверджений 26 листопада 2021 р. рішенням сесії Олександрійської сільської ради.
Автори — А. Гречило та Ю. Терлецький.

## Опис
Квадратне зелене полотнище, розділене по діагоналі з нижнього кута від древка жовтою смугою, завширшки в 1/5 сторони прапора, у верхньому куті від древка біла 8-променева зірка поверх такої ж жовтої, у нижньому вільному куті — біла лілея.

## Значення символів
Жовта смуга означає дорогу, яка розділяє село на дві частини. Дві зірки уособлюють зміни, які сталися в історії Пухової. Геральдична лілея є символом Богородиці й розповідає про виникнення поселення як німецької колонії Марієндорф.